# I Premis Cinematogràfics José María Forqué
La cerimònia dels I Premis Cinematogràfics José María Forqué es va celebrar a l'Ateneo de Madrid el 17 d'abril de 1996. Es tracta d'uns guardons atorgats anualment per l'EGEDA com a reconeixement a les millors produccions cinematogràfiques espanyoles pels seus valors tècnics i artístics produïdes entre l'1 de gener i el 31 de desembre de 1995. El premi consisteix en una claqueta de plata i 5.000.000 pessetes. La guanyadora fou la pel·lícula Nadie hablará de nosotras cuando hayamos muerto.
La reunió fou presidida per l'ex ministra de Cultura, Carmen Alborch; l'actriu Verónica Forqué; els productors Helena Matas i Antonio Cuevas i el President de l'Ateneo, Paulino García Partida. L'actor Juan Luis Galiardo va exercir de mestre de cerimònies, i els escriptors Pascual Cebollada García i Florentino Soria glossaren la figura de José María Forqué.